# Arnal Llibert Conde Carbó
Arnal Llibert Conde Carbó (Olot, 21 de desembre de 1980) és un exfutbolista professional català que jugava com a davanter.

## Biografia
Arnal Llibert Conde va començar la seva carrera esportiva professional a les categories inferiors del RCD Espanyol. El 2001, el gironí va deixar el club blanc-i-blau per fitxar pel Club Deportivo Leganés, aleshores equip de Segona Divisió A. Arnal va tenir un gran debut a la categoria de plata del futbol espanyol, ja que, amb 21 anys, va ser titular indiscutible i amb 6 gols en 35 partits jugats va esdevenir el segon màxim golejador de l'equip madrileny. La bona temporada d'Arnal no va passar desapercebuda i un dels històrics de la lliga, l'Elx CF va decidir fitxar-lo. Tot i això, el rol que va haver d'assumir va ser totalment diferent: va deixar de ser un titular fix a ser un jove recanvi de garanties del destacat davanter Nino. Va marcar 2 gols en 17 partits. La segona temporada al club alacantí va ser un calc de la primera: va jugar un partit menys i va marcar els mateixos gols, per la qual cosa es va decantar per tornar a Catalunya tot i la bona acollida que va tenir a Elx, on fins i tot, conserva una penya amb el seu nom: la "Zona 24 Arnal".
Arnal va acceptar l'oferta de la UE Lleida, també de Segona, on va tornar a gaudir de la titularitat dos anys després. Malgrat tot, un cop acabada la temporada va marxar traspassat al Racing de Ferrol, equip en el qual tan sols va jugar mitja temporada; concretament, fins al mercat d'hivern, quan va emigrar a Còrdova (2a B). L'aventura andalusa tampoc va durar gaire. I és que el juny de 2006 va tornar a trepitjar territori català per jugar amb el Sant Andreu. Ja el 2007, Arnal Llibert va esdevenir el fitxatge estrella del Girona FC, amb el qual va ascendir a Segona A i és escollit capità per la plantilla gironina.
A l'octubre de 2009 el Girona li dona la baixa i fitxa pel CE Sabadell. En el 2010 torna a fer les maletes per jugar a l'AEK Làrnaca de Xipre.
El 26 d'agost del 2013 fitxa per la Unió Esportiva Olot, acabada d'ascendir a Segona divisió B.
Després d'un pas per l'Índia, a l'Atlètic Kolkata, la temporada 2015-2016 fitxa per l'AEC Manlleu, de la Tercera Divisió.